# Aerotechnik L 13 Vivat
 (mai 2023).
L'Aerotechnik L-13 Vivat est un motoplaneur biplace métallique construit en série de 1975 à 1999 en Tchéquie.

## Développement
Dessiné par Karel Dlouhy, c’est un biplace côte à côte utilisant les ailes (sans les volets mais avec les aéro-freins), les empennages et la partie arrière du fuselage de célèbre planeur LET L 13 Blanik. Les parties centrale et avant du fuselage ont été modifiées pour recevoir un habitacle côte à côte recouvert d’une verrière moulée d’une seule pièce se relevant vers l’arrière et un moteur Walter Mikron IIIAE de 60 ch entraînant sur le prototype une hélice en bois à pas fixe Hoffman. L’appareil repose sur un train monotrace (une fourche escamotable dans le fuselage et une roulette fixe arrière) et des balancines à roulettes en bout d’aile se relevant sous les saumons en vol. La première version produite en série en 1975 (L-13SW Vivat, rebaptisée par la suite L-13SEH) a donné naissance à plusieurs versions, dont on trouvera le détail plus bas. Environ 200 exemplaires ont été construits, dont plus de 150 exportés dans le monde entier. Evektor a cessé la production de cet appareil en 1999 pour se concentrer sur la fabrication des biplaces Eurostar.

## Les modèles
- L-13SE Vivat : Seul modèle équipé de volets, moteur Mikron IIIAE.
- L-13 SEH Vivat : Modèle standard (ex L-13SW) à moteur Mikron IIIAE entraînant une hélice Hoffman trois positions.
- L-13SL Vivat : Modèle standard à moteur Limbach L200E01 de 67 ch entraînant une hélice Muhlbauer à vitesse constante.
- L-13SDL Vivat: Version du précédent équipé d’un train principal classique fixe, avec suppression des balancines.
- L-13SDM Vivat : Modèle à moteur Mikron IIIAE équipé d’un train principal classique fixe.